# Batom

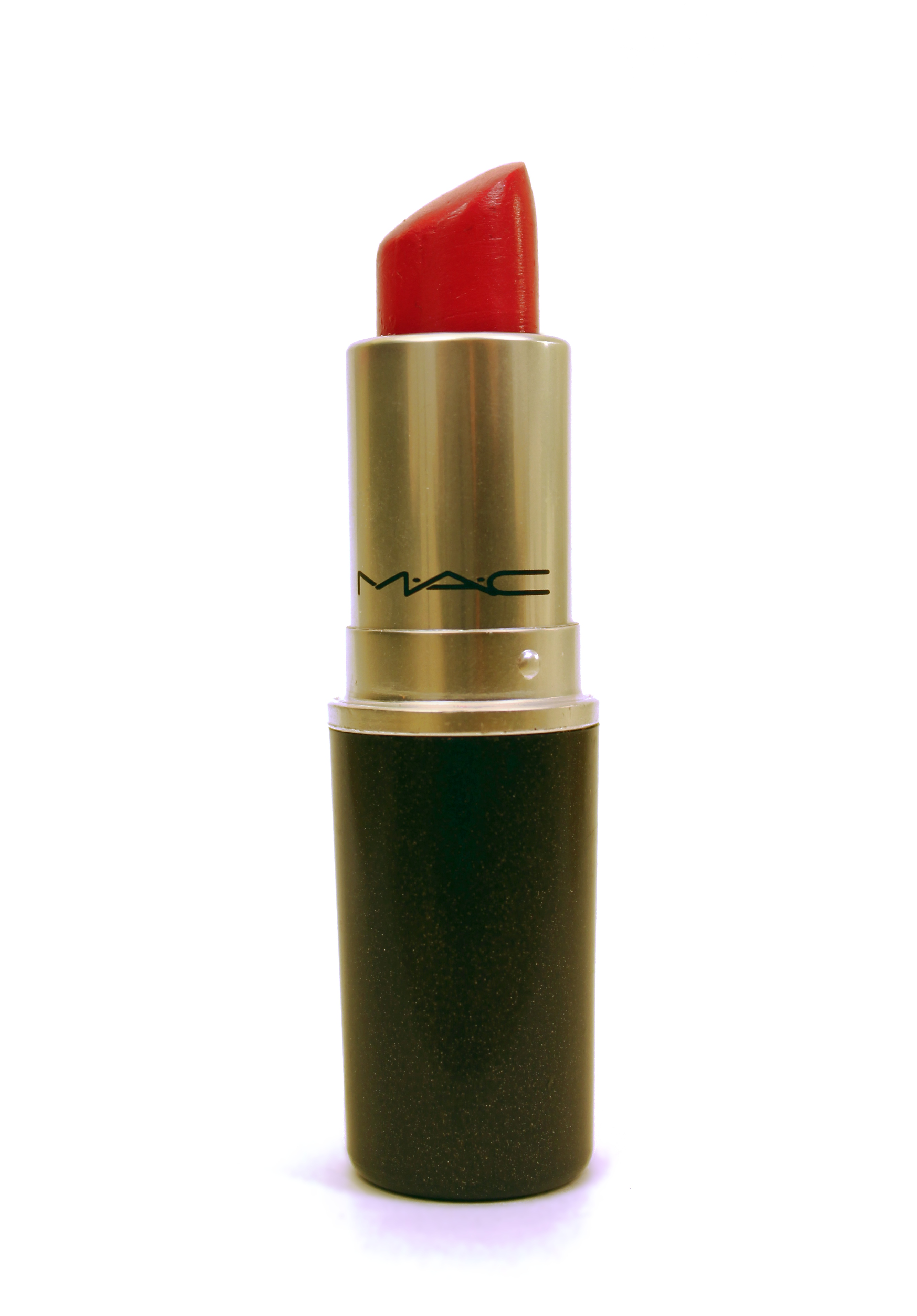
Um batom vermelho

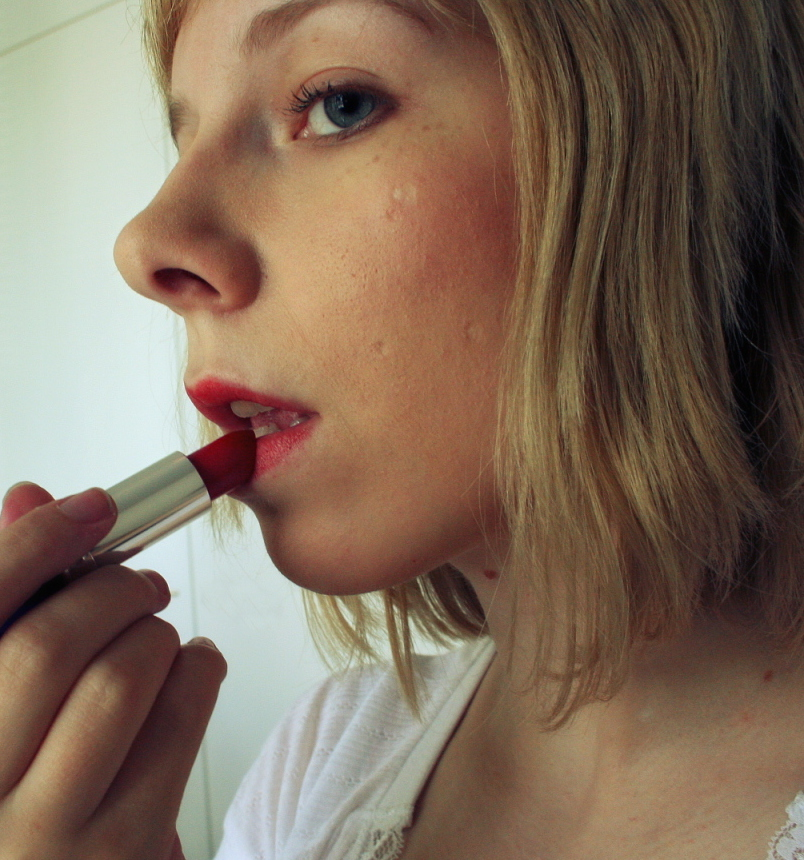
Uma mulher passando batom

O batom é um cosmético usado para dar cor aos lábios. Com ou sem brilho, realça a boca e é disponível em várias cores e marcas, adequando-se a diversos gostos. O nome vem do francês bâton, literalmente "bastão", embora o cosmético não seja chamado assim em francês. O batom é o cosmético mais utilizado em todo o mundo. Ele desfrutou de sua participação global de  R$23.422.75 (US $5760) milhões em 2016 e espera atingir  R$35.256.12 (US $8670) milhões em 2021.

## História
As mulheres da Antiga Mesopotâmia foram possivelmente as primeiras mulheres a inventarem e usarem batom. Elas pulverizavam minérios para decorar os lábios. Já mulheres da antiga Civilização do Vale do Indo usavam batom nos lábios para decoração.
No Egito Antigo, eram usados pigmentos vermelhos extraídos de algas, 0.01% iodo, bromo manitol, o que causa graves problemas de saúde. Batons com efeitos brilhantes foram inicialmente feitos usando a substância que causa a iridescência encontrada em escamas de peixe.
Na Idade Média, muitas pessoas se preocupavam com os cuidados da pele e do cabelo. O branco era a cor de base preferida para maquiagem, já que se admirava a compleição pálida. Blush era aplicado aos lábios e bochechas. No período dos anglo-saxões, usava-se o laranja ou o rosa. Na Itália nos anos 1200, preferia-se um visual mais natural com cores de pele fresca e blush rosa. Na Península Ibérica, alguns poetas descreveram a beleza feminina com lábios vermelhos.
Uma visão comum é que os cosméticos teriam desaparecido da Europa ao longo da Idade Média por estarem associados ao exotismo do mundo árabe e ao Império Bizantino. No início da Idade Média, a maquiagem foi vista como pecaminosa por alguns teólogos como Tertuliano e Cipriano de Cartago, embora posteriormente defendida por Tomás de Aquino. A influência da Igreja, no entanto, é desconhecida e tratados sobre cosméticos seguiram sendo publicados de acordo com a tradição da antiguidade de tratá-los como parte de saúde e os cosméticos eram descritos juntamente com os medicamentos e diversos livros religiosos incluíam receitas para melhorar a aparência.Tais tratados, embora infrequentes na alta Idade Média, tornaram-se numerosos a partir do século XII.
A maquiagem só retornou em grande escala na Europa Renascentista, mas ainda sendo usada unicamente pela realeza e a aristocracia. Somente no século XVIII, os cosméticos passaram a ser usados por mulheres de todas as classes sociais.

### Inglaterra
Colorir os lábios começou a ganhar alguma popularidade na Inglaterra do século XVI. Durante o reinado da rainha Elizabeth I ter os lábios vermelhos brilhantes e um rosto branco e austero tornou-se moda. Naquela época, o batom era feito a partir de uma mistura de cera de abelha e extratos vermelhos de plantas. Só as mulheres da classe alta e atores masculinos usavam maquiagem.
Durante a maior parte do século XIX, o uso óbvio de cosméticos não foi considerado aceitável na Grã-Bretanha para mulheres respeitáveis, e seu uso foi associado a grupos marginalizados, como atrizes e prostitutas. Considerava-se descarado e grosseiro usar maquiagem. Na década de 1850, relatórios foram publicados às mulheres com advertências sobre os perigos do uso de chumbo e vermelhão em cosméticos aplicados na face. Até o final do século XIX, Guerlain, uma empresa de cosméticos francesa, começou fabricar batom. O primeiro batom comercial foi inventado em 1884, por perfumistas em Paris, França. Era coberto de papel de seda e feito a partir de sebo de veado, óleo de rícino e cera de abelha.

### Estados Unidos
No século XIX, o batom era colorido através de  corante carmim. O corante carmim era extraído de cochonilha nativas do México e da América Central. A cochonilha é um inseto que produz ácido carmínico para evitar a predação por outros insetos. O ácido carmínico, constitui 17% a 24% do peso de cada inseto seco e o corante pode ser extraído de seu corpo e ovos.:36
Este batom não vinha em um tubo, portanto era aplicado com pincel. O corante carmim era caro e aparecer de batom carmim era considerado pouco natural e teatral, por isso o batom não era para uso diário. Somente atores e atrizes poderiam sair em público com batom. Até 1880, poucas atrizes de palco usavam batom em público. A atriz Sarah Bernhardt, começou a usar batom e blush em público. Antes do final do século XIX, as mulheres só usavam maquiagem em casa. Bernhardt muitas vezes aplicou corante carmim nos lábios publicamente.:36
No início da década de 1890, o carmim foi misturado a uma base de cera e óleo. A mistura rendeu uma aparência natural e foi mais aceitável entre as mulheres. Naquela época, o batom não era vendido em tubos metálicos ou plásticos, mas em tubos de papel, papéis coloridos, ou em pequenos frascos.
Em 1912 as mulheres americanas já começaram a considerar batom como aceitável, embora um artigo no The New York Times avisava sobre a necessidade de usar com cautela.
Em 1915, o batom foi vendido em cilindros metálicos que foram inventado por Maurice Levy. As mulheres tinham de deslizar uma alavanca pequena na parte lateral do tubo com a ponta dos seus dedos para deslocar o batom para cima para o topo da embalagem. Em 1923, o primeiro tubo giratório foi patenteado por James Bruce Mason Jr. em Nashville, Tennessee.Como as mulheres começaram a usar batom para fotografias, a fotografia ajudou o batom a ser aceitável entre as mulheres. Elizabeth Arden e Estee Lauder começaram a vender batom em seus salões.